# 于南格
于南格（法語：Huningue，發音：[ynɛ̃ɡ] ⓘ），法国东北部城市，大东部大区上莱茵省的一个市镇，隶属于米卢斯区，其市镇面积为2.86平方公里，2022年1月1日时人口数量为7,410人，在法国市镇中排名第1,449位（2022年）。
于南格位于上莱茵省东南部，莱茵河左岸，隔河与德国相望，南部则与瑞士接壤，是圣路易及巴塞尔的一个卫星城。

## 地名来源
根据阿尔萨斯地名学家米歇尔·保罗·于尔邦（Michel Paul Urban）的论述，“Huningue”一名最初于公元828年以“Huninga villa”的形式被记载，其中“Huninga”可能出自日耳曼人名“Huno”。
于南格所处区域历史上通行阿尔萨斯语，“Huningue”对应的阿尔萨斯语拼写为“Hinige”或“Hïnige”，其对应的读音为“[hi:nigə]”。1871至1918年间，于南格被德意志帝国统治，当地曾使用德语“Hüningen”作为官方名称。

## 历史

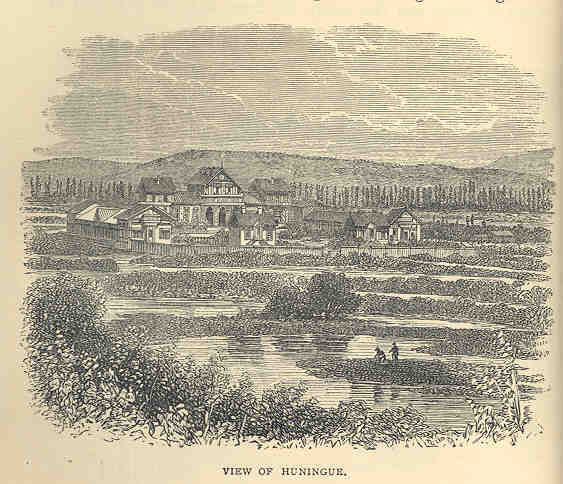
十九世纪末的于南格（1873年，绘画）

于南格的早期历史尚不清楚。根据当地官方网站的论述，于南格最初于公元828年在一份文件中被提及，彼时该地为哈布斯堡家族的一处领地。《威斯特法伦条约》签订后，于南格划归法兰西王国。在路易十四的要求下，于南格沃邦防御工事于1679年建成。法国大革命后，于南格成为上莱茵省的一个市镇，当地的沃邦工事在反法战争中被摧毁。普法战争结束后，于南格及其所处的阿尔萨斯-洛林地区被划入德意志帝国，于南格被划入新设立的米尔豪森县。19世纪末，一条连接圣路易和于南格之间的港口铁路建成通车。一战结束后，于南格及阿尔萨斯-洛林地区根据《凡尔赛条约》重归法国。二战爆发初期，位于朗德省的苏斯通曾接纳了来自于南格的逃难居民。自二战结束以来，得益于巴塞尔及圣路易的城市扩张以及国际贸易的日趋紧密，于南格人口数量逐年增加，成为巴塞尔的一个国际卫星城，当地亦建成了多处工业开发区。横跨莱茵河的“三国桥”于2007建成。

## 地理

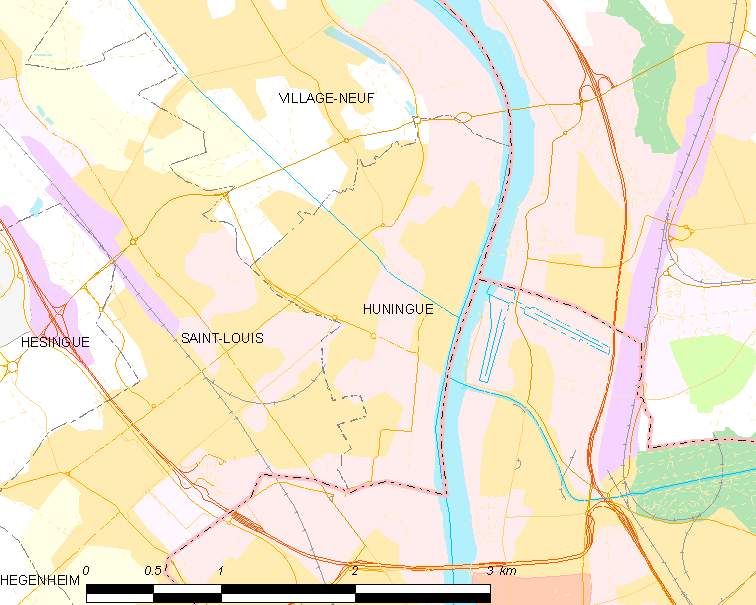
于南格市镇范围地图

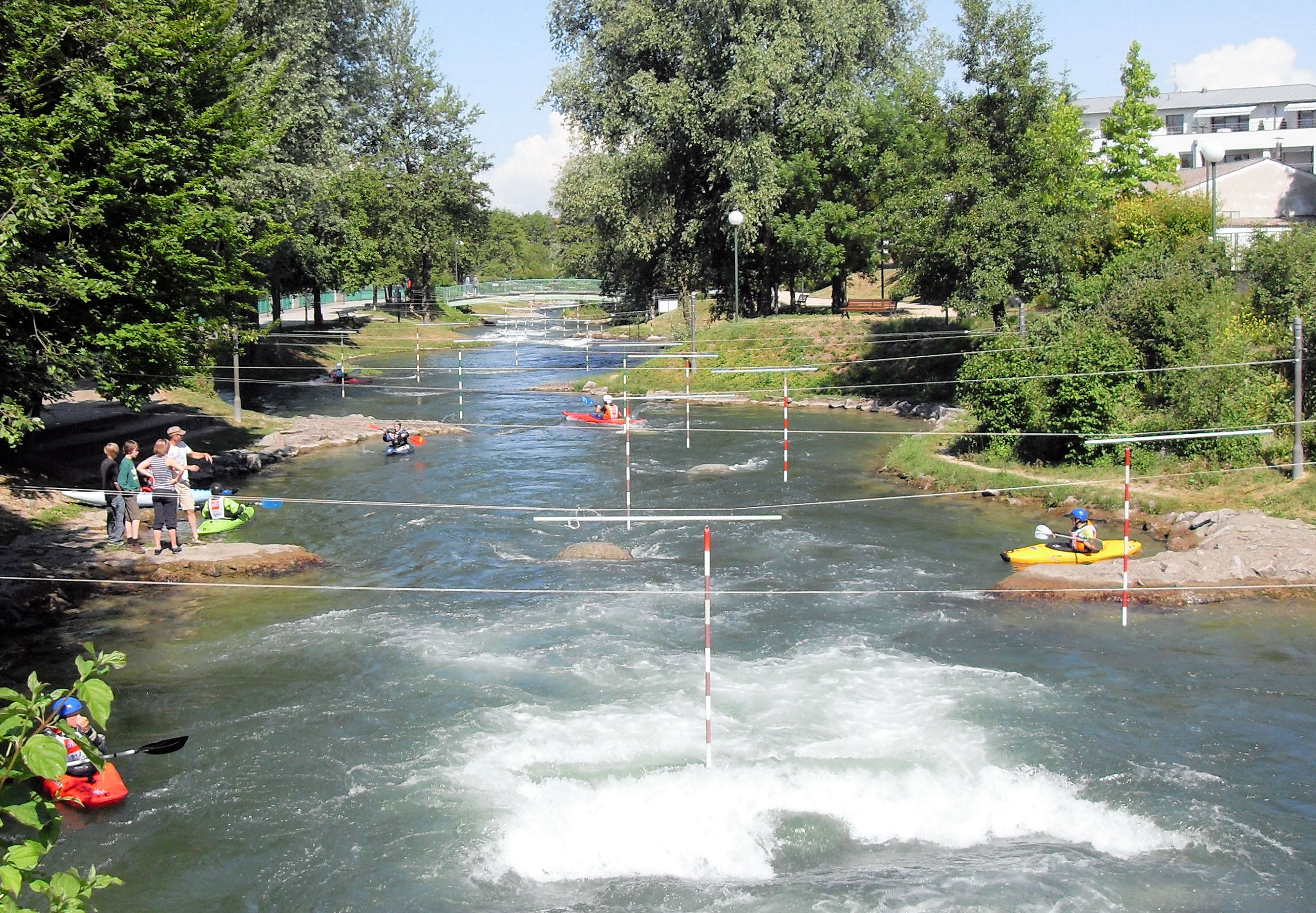
活水公园

于南格位于法国东北部，大东部大区东南部和上莱茵省东南部，距离省会科尔马大约63公里。与于南格接壤的法国市镇包括圣路易和维拉日讷夫。

### 地形
于南格位于阿尔萨斯平原南部，境内以平原为主，市镇中心地势较为平坦，全境海拔在242到259米之间。

### 水文
莱茵河干流自南向北流经于南格市镇东界，人工开凿的于南格运河自于南格市区向北沿莱茵河左岸延伸。

### 植被
于南格属于温带阔叶混交林区，林地多分布于河流附近，市区内的主要绿地公园包括活水公园（Parc des Eaux Vives）、谢兰公园（Parc Chérin）等，均常年免费向公众开放。
在鲜花城市的评比中，于南格被评为4星级（最高级）鲜花城市。

### 自然灾害
于南格的地震危险度等级为4级，属于高危险；氡辐射等级为1级，属于低危险。1982至2025年5月间，于南格境内共发生2次有记录的自然灾害，其中1次洪涝。

### 气候
于南格在柯本气候分类法中属于带有大陆性气候特征的温带海洋性气候（Cfb）。

## 行政区划
于南格的市镇编号为68149，邮政编号为68330。
在行政管理方面，于南格隶属于法国大东部大区上莱茵省米卢斯区；在地方选举方面，于南格隶属于圣路易县，其市镇范围全境被划入上莱茵省第三选区；在社会管理方面，于南格是圣路易城市圈公共社区的组成部分。
截至2025年6月，于南格市镇范围内暂无任何安全优先街区及城市政策优先街区。
法国国家统计与经济研究所（简称“INSEE”）在进行数据统计时，将于南格及相邻的另外5个市镇设为巴塞尔-圣路易城市核心区，并将包括于南格在内的周边共94个市镇划为巴塞尔-圣路易城市辐射区（法国部分）。此外，INSEE还将于南格市镇分为了2个“块区”（IRIS），以便于统计人口分布情况。

## 交通

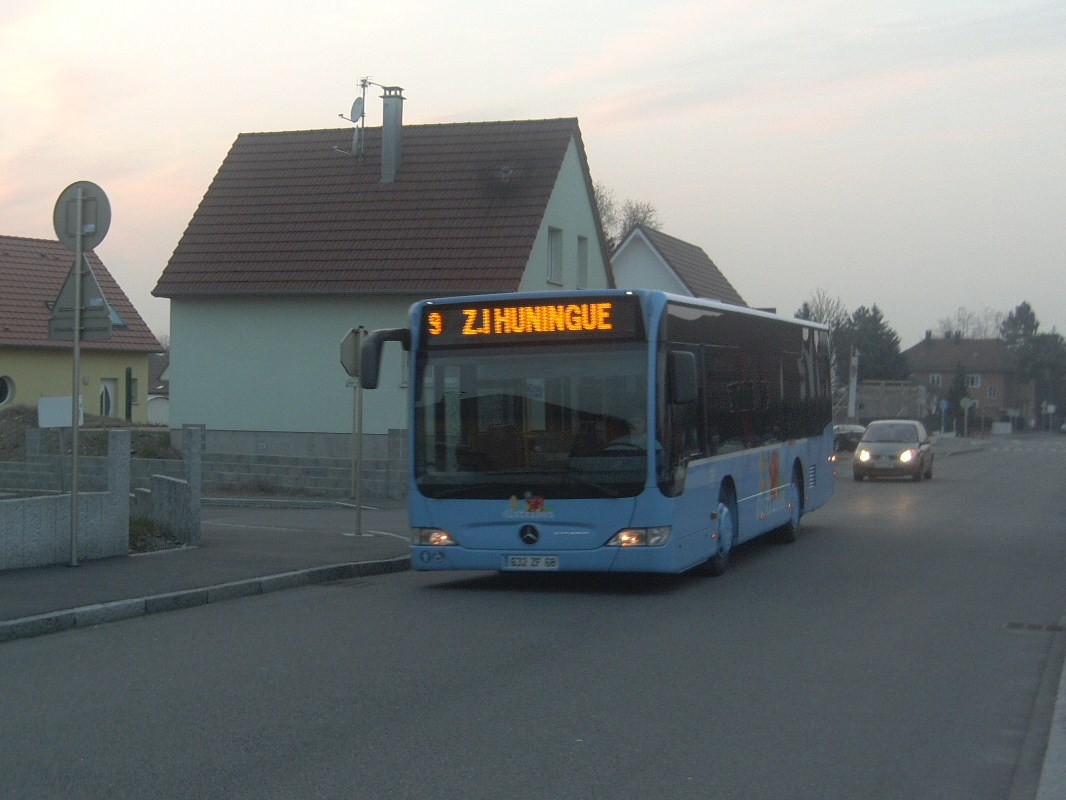
于南格街头的公共汽车

### 公路
上莱茵省省道D105线、D469线和D607线等在于南格境内交汇。于南格境内的大部分道路已完成城市化改造，配有排水、照明、人行道等设施。
2021年，74.5%的于南格家庭拥有至少一辆私人汽车。2023年，于南格境内共发生各类交通事故2起，造成2人受伤，其中1人重伤。
|  | 3.5 |

| 科尔马 | 62 |

| 米卢斯 | 35 |

| 圣路易 | 2 |

### 铁路
距离于南格最近的运营中的客运铁路车站为2.5公里外的圣路易站，该站位于圣路易市区南部，停靠往返于斯特拉斯堡和巴塞尔一线的区域列车

### 航空
于南格距离巴塞尔-米卢斯-弗赖堡欧洲机场的公路里程大约5公里。

### 城市公共交通
于南格是圣路易城市公共交通（商业名称为“Distribus”）的服务覆盖范围。截至2025年6月，该系统共包括14条公交线路，其中1路、3路（前往巴塞尔方向的班次将编号为“603”）和9路经过于南格市区。

## 政治

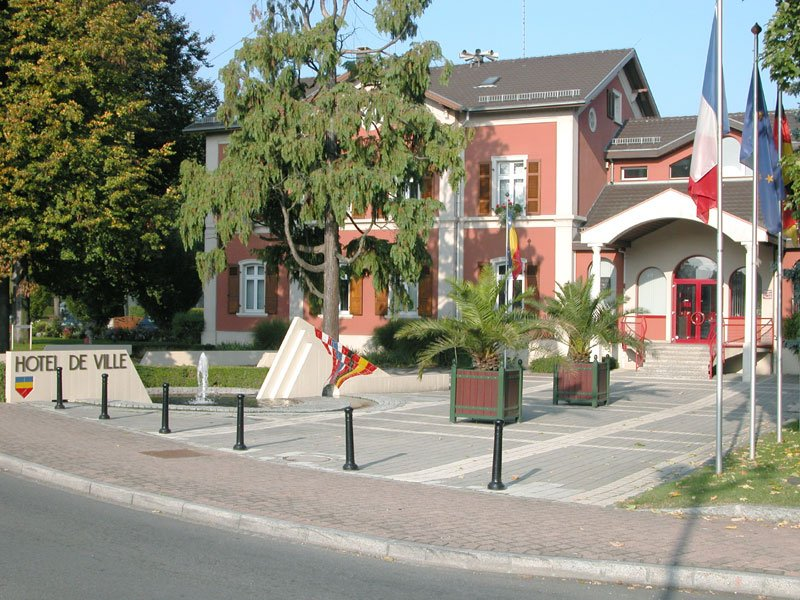
于南格市政厅

于南格的现任市长为让-马克·代什特曼先生（Jean-Marc DEICHTMANN），他是一名右翼无党派人士，在2020年的市政选举中获得了69.95%的支持率。
在2022年的法国总统大选的第二轮选举中，法国第25任总统埃马纽埃尔·马克龙在于南格获得了63.93%的支持率。

## 人口
2022年，于南格市镇人口数量为7,410，在法国排名第1,449位。其中男性3,629人，女性3,710人，75岁及以上人口占7.5%，外籍人口数量为1,685人，人口密度为2,591人/平方公里，当地居民被称为（男性）或（女性）。2015至2021年间，于南格的人口增长率为0.5%。2022年，于南格境内出生80人，死亡人口41人。
| 于南格1900年－2022年人口变化情况 |
|                                  |
| 数据来源：Cassini、INSEE         |

## 经济
INSEE于2020年将于南格划入圣路易就业区（Zone d'emploi de Saint-Louis），并又于2022年将其划入圣路易生活区（Bassin de vie de Saint-Louis）。截至2022年底，于南格市镇范围内共有活跃企业131家，其中75.6%的员工总数在9人及以下；按照产业分类，当地一、二、三产业占比分别为0.0%、15.2%和84.8%。（制药）、（染料制造）及（食品批发销售）是当地2023年已公布营业额最高的三个企业，分别为53,502,287,000欧元、43,238,664欧元和24,149,626欧元。

## 财政与居民收入
2023年，于南格的财政收入总额为16,753,010欧元，财政支出总额为14,620,310欧元，当年的债务总额为3,048,560欧元。2023年，于南格市镇通过增值税获得706,770欧元的收入，此外当地还共获得了886,980欧元的国家直接财政补助。
| 于南格居民收入情况                               | 于南格居民收入情况  | 于南格居民收入情况  | 于南格居民收入情况  |
| 内容                                             | 于南格              | 上莱茵省            | 法國                |
| ------------------------------------------------ | ------------------- | ------------------- | ------------------- |
| 居民平均时薪                                     | 14.8欧元（2022年）  | 15.4欧元（2022年）  | 17欧元（2022年）    |
| 高级职员人均时薪                                 | 26.3欧元（2022年）  | 26.1欧元（2022年）  | 29.1欧元（2022年）  |
| 中级职员人均时薪                                 | 16.7欧元（2022年）  | 16.5欧元（2022年）  | 16.6欧元（2022年）  |
| 普通职员人均时薪                                 | 11.4欧元（2022年）  | 11.9欧元（2022年）  | 12.1欧元（2022年）  |
| 工人人均时薪                                     | 12.4欧元（2022年）  | 12.9欧元（2022年）  | 12.5欧元（2022年）  |
| 贫困率                                           | 18%（2021年）       | 13.7%（2021年）     | 14.5%（2021年）     |
| 青壮年（15至64岁）失业率                         | 15.1%（2021年）     | 12.1%（2021年）     | 10.4%（2021年）     |
| 家庭总数                                         | 3,212（2022年）     | 868（2022年）       | 1,160（2022年）     |
| 征税家庭数量占比                                 | 54.4%（2023年）     | 57.1%（2022年）     | 44.8%（2022年）     |
| 家庭年均纳税                                     | 7,657欧元（2023年） | 4,133欧元（2022年） | 4,481欧元（2022年） |
| 资料来源：INSEE、L'Internaute、Le Journal du Net |                     |                     |                     |

## 社会事务

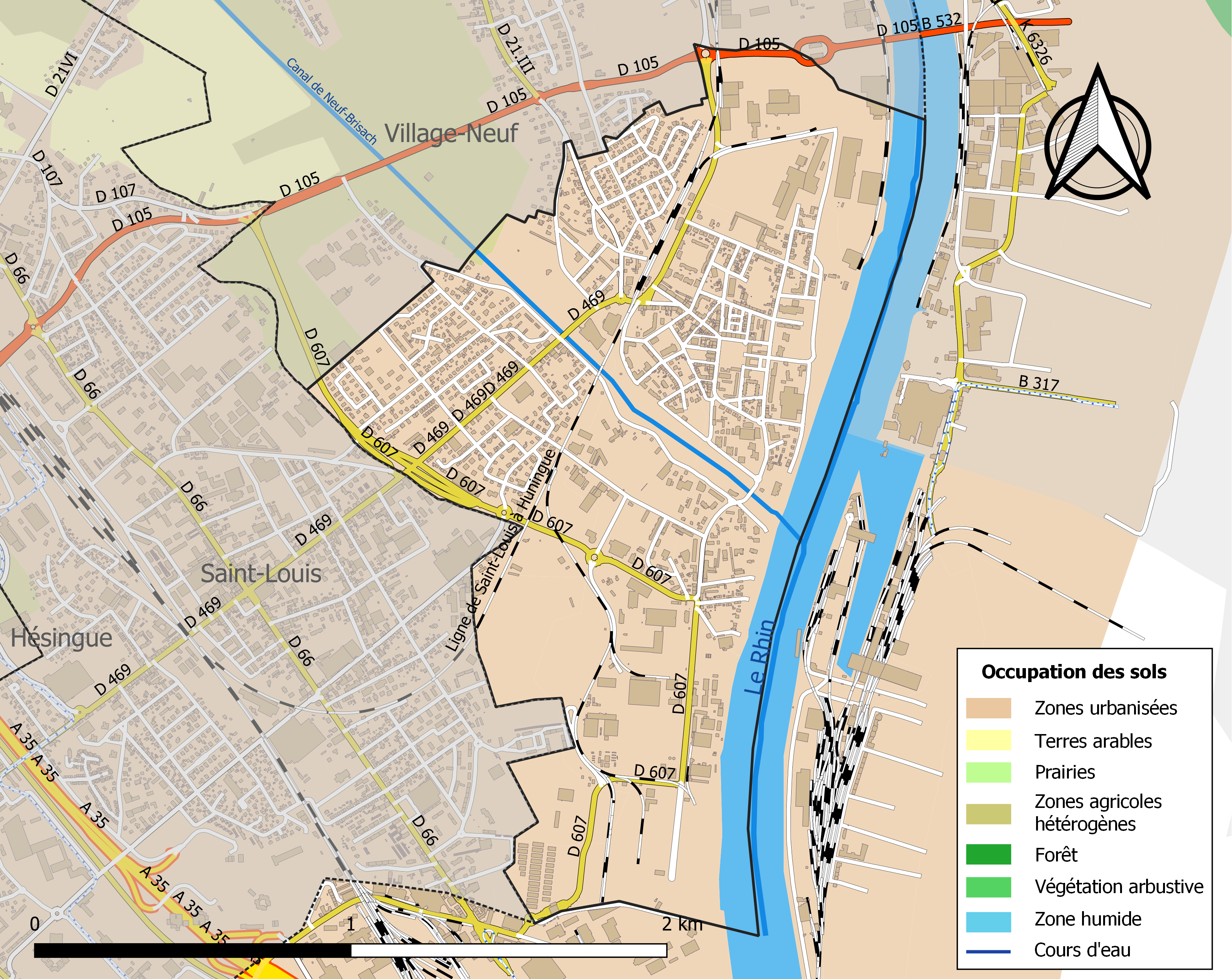
于南格土地利用情况地图

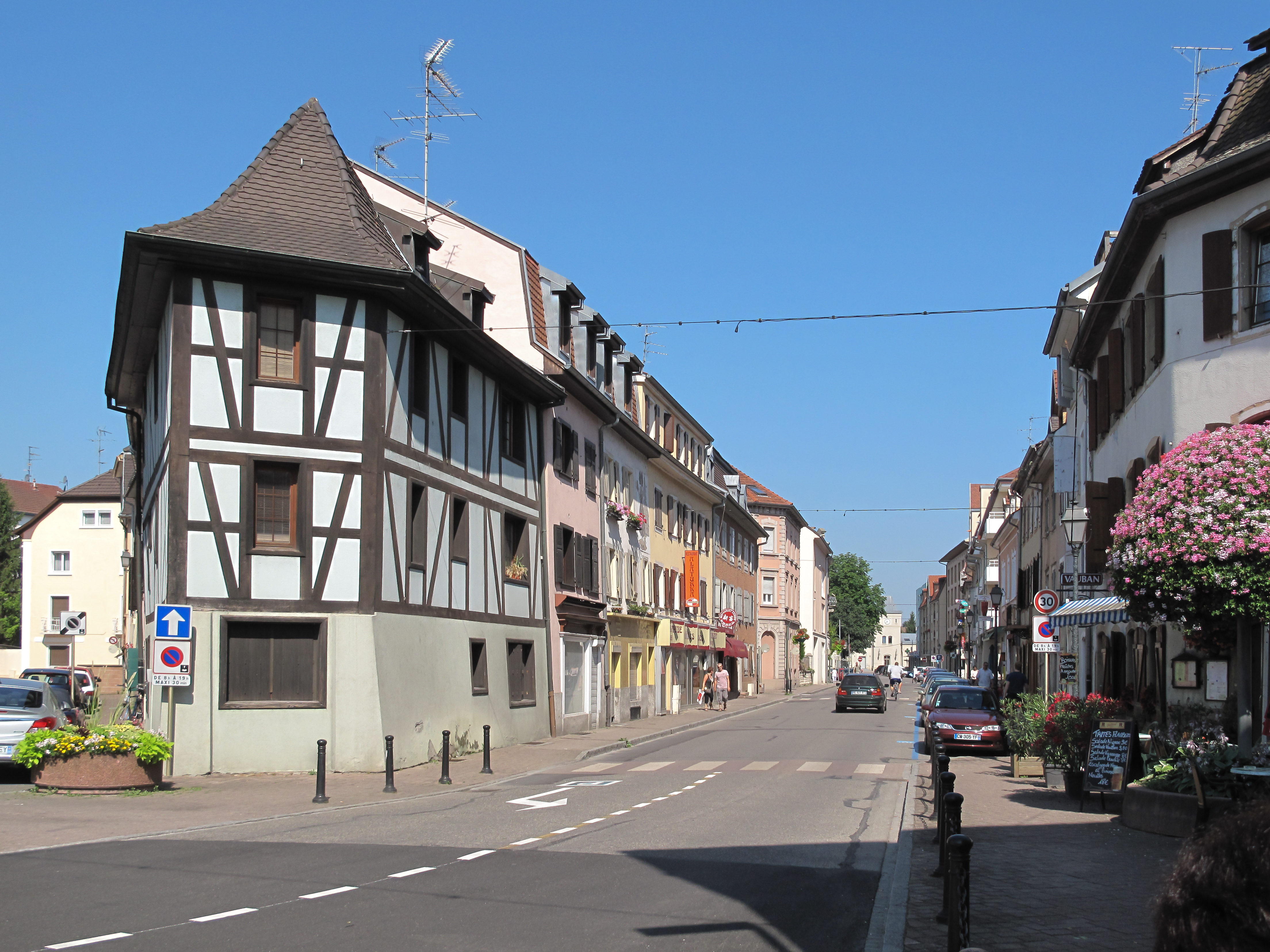
于南格镇中心的阿巴图奇街

一处现代公寓楼

### 教育
于南格属于斯特拉斯堡学区。截至2023年1月1日，于南格境内共有2所幼儿园、1所小学和1所初级中学。2022至2023学年度，于南格境内共有在校中等教育阶段学生666名。

### 医疗
截至2023年1月1日，于南格境内共有全科医生1名、保健师8名、牙医5名、护士3名、助产士2名、儿科医生2名、妇科医生1名、药房2家、养老院1家。
距离于南格最近的区域性医疗机构为米卢斯-南阿尔萨斯地区医疗集团，其下属的圣路易医院（Hôpital de Saint-Louis）位于圣路易境内，距离于南格市区的正常车程大约7分钟，该院设有床位34个

### 住房
2021年，于南格境内共有各类住房3,996套，其中19.0%为独立式住宅，80.6%为集中式住宅。常住房屋占于南格市镇范围内居民建筑总量的87.6%。2023年，于南格的居住税率为17.73%，不动产税率为26.18%（其中空置土地的不动产税率为33.68%）。
在住房保障政策方面，2023年，于南格境内共有1,025户家庭获得了家庭津贴补助，受益人数占总人口数量的13.8%，其中570份为房租补助。

### 商业
2021年，于南格境内共有各类实体商铺93家，其中餐厅20家、大型超市1家、杂货店2家、面包房3家、肉铺2家、银行门店2家、美容美发店8家、汽车维修店7家。于南格镇中心西侧建有一家Match超市，市区北部则有一家Super U超市。

### 体育
2023年，于南格境内共有2间体育馆、1座综合体育场、2处网球场、3处足球或橄榄球场以及2处篮球或排球场。
截至2025年6月，于南格1919体育会（Association Sportive de Huningue 1919，编号504150）是于南格境内唯一的一家注册足球俱乐部，该俱乐部成立于1919年，其主队2024至2025赛季参加大东部大区足球联赛乙组（法国第七级别），其主场为市政球场（Stade Municipal）。

### 环境
于南格的环境事务由其所属的圣路易城市圈公共社区联合各级政府协调负责。2021年，于南格境内共有3家污染企业。

### 治安
2024年，于南格市镇范围内累计记录各类案件336起，其中盗窃类案件155起，人身侵犯类案件66起，毒品交易类案件23起。

## 文化

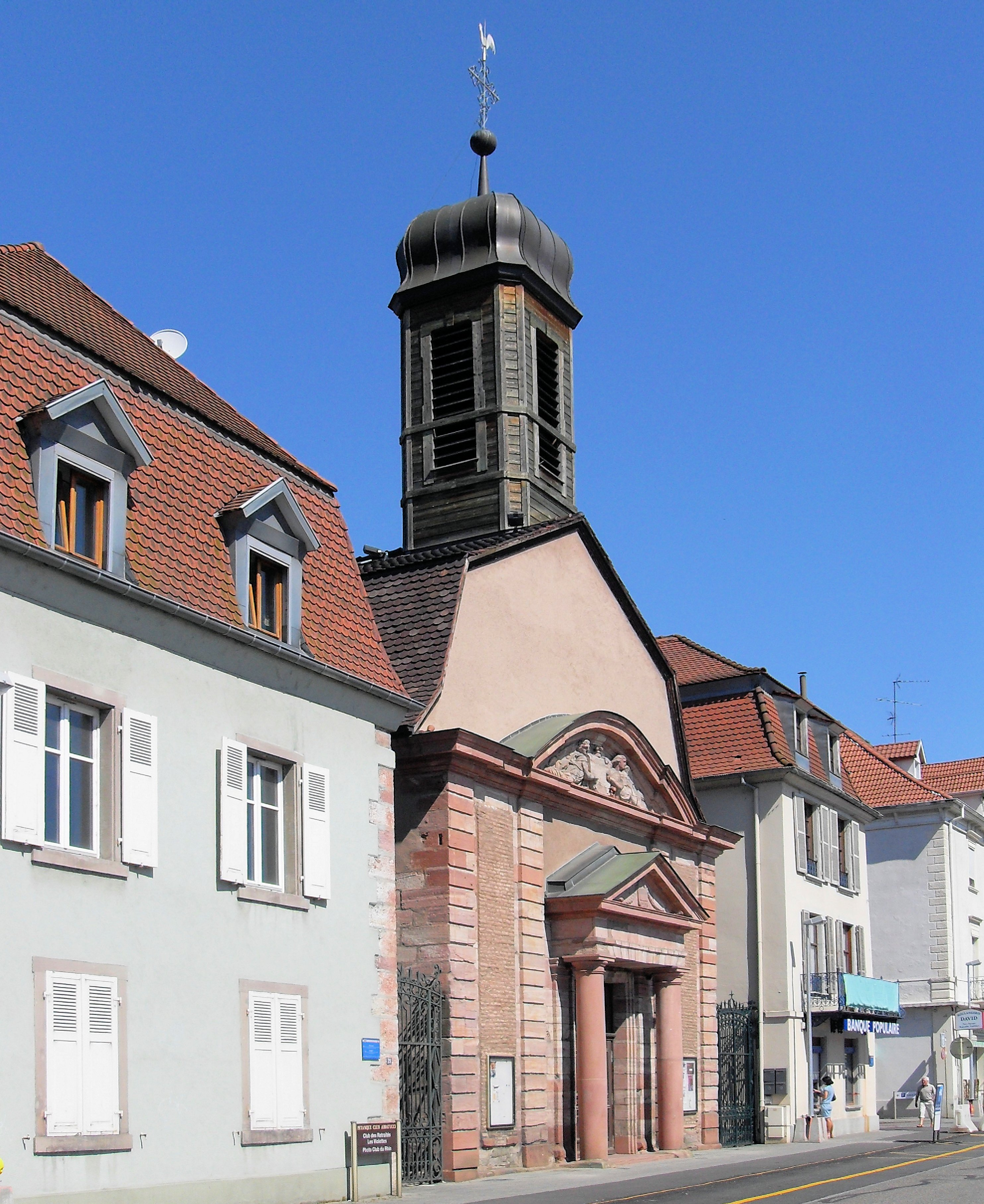
圣路易教堂

2023年，于南格境内有1家博物馆。于南格境内建有图书馆（Bibliothèque），每周二、三、四、六向公众开放。

### 建筑
截至2025年6月，于南格境内共有4处建筑被列入法国国家文物保护单位，包括圣路易教堂、阿巴图奇将军纪念碑等。

### 旅游
于南格的旅游事务由其所属的圣路易城市圈公共社区联合各级政府协调负责。2024年，于南格境内共有1家酒店共计12间房间。

### 媒体
法国主要的媒体均可在于南格接收，法国电视三台下属的大东部大区频道在部分时段播出于南格所在上莱茵省的地方新闻。《阿尔萨斯报》、《阿尔萨斯最新消息》、阿尔萨斯电视台、Ici阿尔萨斯、DKL广播、Top Music广播等是当地主要的地方性媒体。此外因靠近瑞士和德国，于南格亦可接收部分来自上述两国的电台信号。

## 友好城市
截至2025年6月，于南格共与两座城市建立了友好城市关系：
- 德国 莱茵河畔魏尔（1963年）
- 朗德省 苏斯通（1979年）